# Discestra fasciata
Discestra fasciata är en fjärilsart som beskrevs av Barend J. Lempke 1940. Discestra fasciata ingår i släktet Discestra och familjen nattflyn. Inga underarter finns listade i Catalogue of Life.